# Ocean Surface Topography Mission

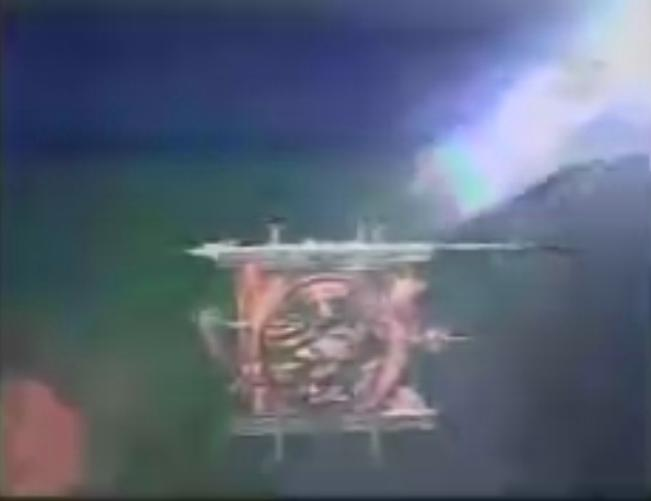
Jason-2 tras la separación de su cohete portador.

La Misión de topografía de la superficie del océano (OSTM) en el satélite Jason-2 es una misión internacional de observación de la Tierra que continúa las mediciones de altura de la superficie del mar iniciadas en 1992 por la misión conjunta NASA/CNES TOPEX/ Poseidon y seguidas de la misión Jason-1 de NASA / CNES que se lanzó en 2001.

## Historia
Al igual que sus dos predecesores, OSTM / Jason-2 utiliza la altimetría oceánica de alta precisión para medir la distancia entre el satélite y la superficie del océano hasta unos pocos centímetros. Estas observaciones muy precisas de las variaciones en la altura de la superficie del mar, también conocidas como topografía oceánica, proporcionan información sobre el nivel global del mar, la velocidad y la dirección de las corrientes oceánicas y el calor almacenado en el océano. 
Jason-2 fue construido por Thales Alenia Space utilizando una plataforma Proteus, bajo un contrato del CNES, así como el instrumento principal Jason-2, el altímetro Poseidon-3 (sucesor del altímetro Poseidon y Poseidon 2 a bordo de TOPEX / Poseidon y Jason-1) 
Los científicos estudian el registro de datos climáticos de más de 15 años y piensan que esta misión ampliará la comprensión crítica de cómo la circulación oceánica está vinculada al cambio climático global. 
OSTM / Jason-2 se lanzó a las 07:46 UTC el 20 de junio de 2008, desde el Space Launch Complex 2W en la Base de la Fuerza Aérea Vandenberg en California, EE. UU., Por un cohete Delta II 7320.  La nave espacial se separó del cohete 55 minutos después.
Ahora está a 1,336 km en una  órbita circular no síncrona al sol con una inclinación de 66 grados respecto al ecuador de la Tierra, lo que le permite monitorear el 95 por ciento del océano sin hielo de la Tierra cada 10 días. Jason-1 ha sido trasladado al lado opuesto de la Tierra y ahora vuela sobre la misma región del océano que Jason-2 sobrevoló cinco días antes.  Esta misión en tándem intercalada proporciona el doble de mediciones de la superficie del océano, lo que permite ver características más detalladas y difíciles de ver, como los remolinos oceánicos.  La misión tándem también ayuda a desarrollar el camino para una futura misión del altímetro oceánico que recopilaría datos mucho más detallados con su único instrumento que los dos satélites Jason ahora juntos. 
Con OSTM / Jason-2, la altimetría oceánica realiza la transición de la investigación al modo operativo.  La responsabilidad de recopilar estas mediciones se traslada de las agencias espaciales a las agencias de pronóstico del tiempo y clima del mundo, que las utilizan para el pronóstico del tiempo y clima de corto alcance, estacional y de largo alcance.

## Objetivos científicos
- Extender las series de tiempo de las mediciones topográficas de la superficie del océano más allá de TOPEX/Poseidon y Jason-1 hasta conseguir dos décadas de observaciones
- Proporcionar un mínimo de tres años de medición topográfica de la superficie del océano global
- Determinar la variabilidad de la circulación oceánica en escalas de tiempo decenales a partir del registro de datos combinados de TOPEX / Poseidon y Jason-1
- Mejorar la medida de la circulación oceánica promediada en el tiempo.
- Mejorar la medida del cambio global del nivel del mar.
- Mejorar los modelos de mareas en mar abierto.

## Altimetría oceánica
Los altímetros de radar de Spaceborne han demostrado ser excelentes herramientas para cartografiar la topografía de la superficie del océano, las colinas y los valles de la superficie del mar. Estos instrumentos envían un pulso de microondas a la superficie del océano y miden el tiempo que tarda en regresar. Un radiómetro de microondas corrige cualquier demora que pueda ser causada por el vapor de agua en la atmósfera.  También se requieren otras correcciones para explicar la influencia de los electrones en la ionosfera y la masa de aire seco de la atmósfera. La combinación de estos datos con la ubicación precisa de la nave espacial permite determinar la altura de la superficie del mar con unos pocos centímetros de variación (aproximadamente una pulgada). La fuerza y la forma de la señal de retorno también proporcionan información sobre la velocidad del viento y la altura de las olas del océano. Estos datos se utilizan en los modelos oceánicos para calcular la velocidad y la dirección de las corrientes oceánicas y la cantidad y ubicación del calor almacenado en el océano, que, a su vez, revela las variaciones climáticas globales. 

## Sincronización del reloj atómico
Otra carga útil a bordo del Jason-2 es el instrumento T2L2 (Time Transfer by Laser Link).  T2L2 se utiliza para sincronizar relojes atómicos en estaciones terrestres y para calibrar el reloj de a bordo del instrumento Jason-2 DORIS.  El 6 de noviembre de 2008, el CNES informó que el instrumento T2L2 estaba funcionando bien.

## Esfuerzo conjunto

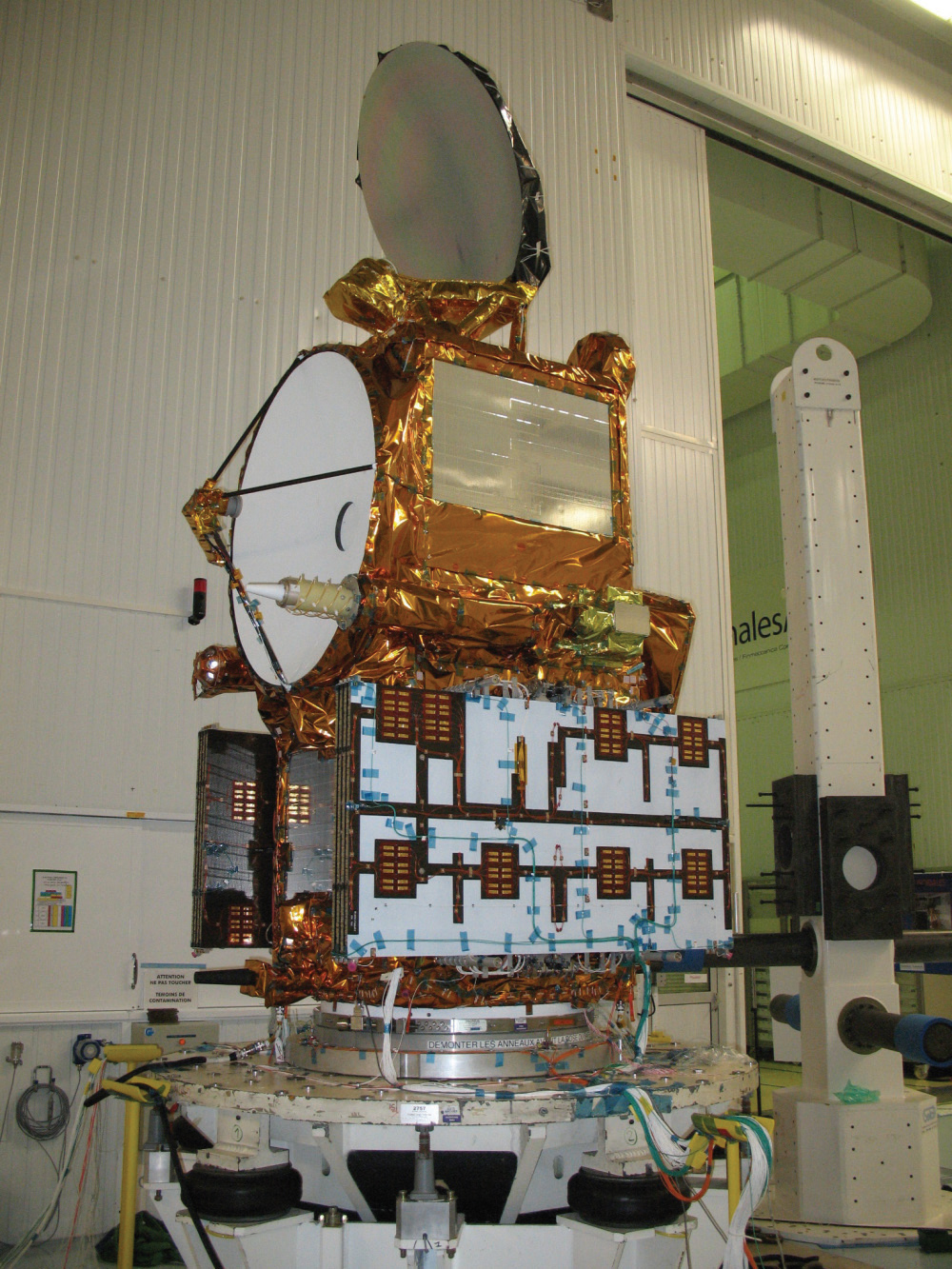
Jason 2 justo antes del lanzamiento.

OSTM/Jason-2 es un esfuerzo conjunto de cuatro organizaciones. Los participantes de la misión son: 
- Administración Nacional Oceánica y Atmosférica (NOAA)
- Administración Nacional de Aeronáutica y del Espacio (NASA)
- Centro Nacional de Estudios Espaciales de Francia (CNES)
- Organización Europea para la Explotación de Satélites Meteorológicos (EUMETSAT)

El CNES proporcionó la nave espacial, la NASA y el CNES proporcionaron conjuntamente los instrumentos de carga útil y el Programa de Servicios de Lanzamiento de la NASA en el Centro Espacial Kennedy fue responsable de la gestión del lanzamiento y las operaciones de cuenta regresiva.  Después de completar la puesta en servicio en órbita de la nave espacial, el CNES entregó la operación y el control de la nave espacial a la NOAA en octubre de 2008.
CNES procesará, distribuirá y archivará los productos de datos con calidad de investigación que estarán disponibles en 2009.  EUMETSAT procesará y distribuirá los datos operativos recibidos por su estación terrestre a los usuarios en Europa y archivará los datos.  NOAA procesará y distribuirá los datos operativos recibidos por sus estaciones terrestres a usuarios no europeos y archivará esos datos junto con los productos de datos CNES.  NOAA y EUMETSAT generarán los productos casi en tiempo real y los distribuirán a los usuarios. 
La NASA evaluará el rendimiento de sus instrumentos: el radiómetro de microondas avanzado, la carga útil del Sistema de posicionamiento global y el conjunto del retrorreflector láser. Además, la NASA y el CNES validarán productos de datos científicos. El Laboratorio de Propulsión a Chorro de la NASA en Pasadena, California, administra la misión para la Dirección de Misiones Científicas de la NASA en Washington. 

## Misiones similares anteriores

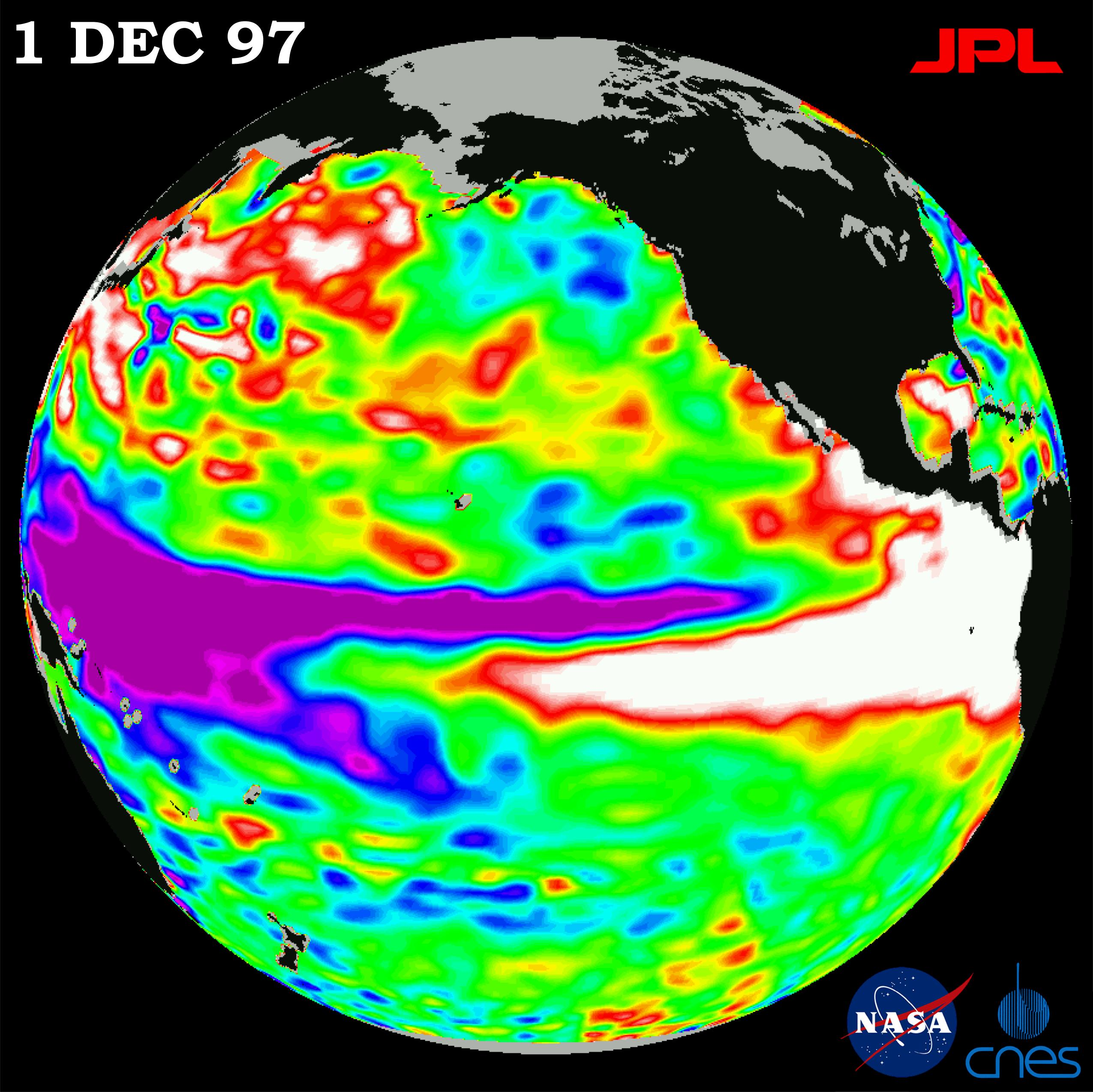
El antecesor de OSTM / Jason-2, TOPEX / Poseidón, capturó al fenómeno del Niño más grande en un siglo visto en esta imagen desde el 1 de diciembre de 1997.

Las dos misiones de altimetría anteriores, TOPEX / Poseidon y Jason-1, han llevado a importantes avances en la ciencia de la oceanografía física y en los estudios del clima.  Su registro de 15 años de la topografía de la superficie del océano ha brindado la primera oportunidad de observar y comprender el cambio global de la circulación oceánica y el nivel del mar.  Los resultados han mejorado la comprensión del papel del océano en el cambio climático y han mejorado las predicciones meteorológicas y climáticas.  Los datos de estas misiones se utilizan para mejorar los modelos oceánicos, pronosticar la intensidad de los huracanes e identificar y rastrear fenómenos grandes de los océanos y la atmósfera, como El Niño y La Niña.  Los datos también se utilizan todos los días en aplicaciones tan diversas como en la ruta de buques, mejorando la seguridad y la eficiencia de las operaciones de la industria en alta mar, la gestión de la pesca y el seguimiento de los mamíferos marinos. 
Algunas de las áreas en las que TOPEX / Poseidon y Jason 1-han hecho contribuciones importantes, y a las que OSTM / Jason-2 continuarán agregando, son: 
- Variabilidad del océano

Las misiones revelaron la sorprendente variabilidad del océano, cuánto cambia de una estación a otra, de un año a otro, de una década a otra y en escalas de tiempo aún más largas.  Terminaron con la noción tradicional de un patrón de circulación oceánica global a gran escala y casi estable, demostrando que el océano está cambiando rápidamente en todas las escalas, desde características enormes como El Niño y La Niña, que pueden cubrir todo el Pacífico ecuatorial, a pequeños torbellinos que existentes en la gran corriente del Golfo en el Atlántico. 
- Cambio del nivel del mar

Las mediciones de TOPEX / Poseidon y Jason-1 muestran que el nivel medio del mar ha aumentado en unos tres milímetros (.12   pulgadas) al año desde 1993. Esto es aproximadamente el doble de las estimaciones de las mareas para el siglo anterior, lo que indica una posible aceleración reciente en la tasa de aumento del nivel del mar. 
El registro de datos de estas misiones de altimetría ha brindado a los científicos información importante sobre cómo el nivel global del mar se ve afectado por la variabilidad natural del clima, así como por las actividades humanas. 
- Ondas planetarias

TOPEX / Poseidon y Jason-1 dejaron clara la importancia de las olas a escala planetaria, como las ondas de Rossby y Kelvin.  Nadie  sabía cuán extendidas están estas olas. Tienen miles de kilómetros de ancho y  son impulsadas por el viento bajo la influencia de la rotación de la Tierra y son mecanismos importantes para transmitir señales climáticas a través de las grandes cuencas oceánicas. En latitudes altas, viajan dos veces más rápido de lo que los científicos creían anteriormente, mostrando que el océano responde mucho más rápidamente a los cambios climáticos de lo que se sabía antes de estas misiones. 
- Mareas oceánicas

Las mediciones precisas de TOPEX / Poseidon's y Jason-1 han llevado el conocimiento de las mareas oceánicas a un nivel sin precedentes.  El cambio en el nivel del agua debido al movimiento de las mareas en las profundidades del océano se conoce en todas partes del mundo como de hasta 2,5 centímetros (una pulgada).  Este nuevo conocimiento ha revisado las nociones sobre cómo se disipan las mareas. En lugar de perder toda su energía en mares poco profundos cerca de las costas, como se creía anteriormente, aproximadamente un tercio de la energía de las mareas se pierde en las profundidades del océano.  Allí, la energía se consume mezclando agua de diferentes propiedades, un mecanismo fundamental en la física que gobierna la circulación general del océano. 
- Modelos oceánicos

Las observaciones de TOPEX / Poseidon y Jason-1 proporcionaron los primeros datos globales para mejorar el rendimiento de los modelos numéricos oceánicos que son un componente clave de los modelos de predicción del clima.

## Uso de datos y beneficios
Los primeros productos de datos validados de la misión en cuanto al clima y los pronósticos oceánicos se están distribuyendo al público después de unas pocas horas de observación.  A partir de 2009 están disponibles otros productos de datos para la investigación del clima unos días o semanas después de que el satélite realice las observaciones. 
Los datos de altimetría tienen una amplia variedad de usos, desde la investigación científica básica sobre el clima hasta el enrutamiento de barcos.  Las aplicaciones incluyen: 
- Investigación climática: los datos de altimetría se incorporan a los modelos informáticos para comprender y predecir los cambios en la distribución del calor en el océano, un elemento clave del clima.
- Predicción de El Niño y La Niña: entender el patrón y los efectos de los ciclos climáticos como El Niño ayuda a predecir y mitigar los efectos desastrosos de las inundaciones y la sequía.

- Pronóstico de ciclones tropicales: los datos de los altímetros y los datos de viento de los satélites oceánicos se incorporan en los modelos atmosféricos para el pronóstico de la temporada de huracanes y la severidad de las tormentas individuales.
- Enrutamiento de embarcaciones: los mapas de corrientes, remolinos y vientos vectoriales se utilizan en embarcaciones comerciales y yates de recreo para optimizar las rutas.
- Industrias en alta mar: los buques de tendido de cables y las operaciones petroleras en alta mar requieren un conocimiento preciso de los patrones de circulación oceánica, para minimizar los impactos de las corrientes fuertes.
- Investigación de mamíferos marinos: los cachalotes, las focas y otros mamíferos marinos se pueden rastrear y, por lo tanto, estudiar, alrededor de los remolinos oceánicos donde abundan los nutrientes y el plancton.
- Gestión de la pesca: los datos satelitales identifican los remolinos oceánicos que producen un aumento en los organismos que conforman la red alimentaria marina, que atraen a los peces y pescadores.
- Investigación de los arrecifes de coral: los datos obtenidos por teledetección se utilizan para monitorear y evaluar los ecosistemas de arrecifes de coral, que son sensibles a los cambios en la temperatura del océano.
- Rastreo de desechos marinos: la altimetría puede ayudar a localizar materiales peligrosos, como redes de pesca flotantes y parcialmente sumergidas, madera y desechos de barcos.

## Futuro
La cuarta nave espacial que forma parte de la Misión de Topografía de la Superficie del Océano es Jason-3.  Al igual que sus predecesoras, el instrumento principal a bordo de la Jason-3 es un altímetro de radar.  Los instrumentos adicionales incluyen:
- un radiómetro de microondas
- DORIS (Orbitografía Doppler y Radioposición Integrada por Satélite)
- una matriz de retrorreflector láser (LRA)
- un receptor del Sistema de Posicionamiento Global (GPS)

Jason-3 se lanzó desde la Base de la Fuerza Aérea Vandenberg a bordo de un vehículo de lanzamiento SpaceX Falcon 9 v1.1 en 2016.  El satélite se envió a la Base de la Fuerza Aérea de Vandenberg el 18 de junio de 2015, y luego de los retrasos debidos a un fallo en el lanzamiento del Falcon 9 en junio de 2015, la misión se lanzó el 17 de enero de 2016 a las 10:42:18 PST.